# Iglesia de la Panagia Chalkeon
La iglesia de la Panagia Chalkeon (en griego: Παναγία τῶν Χαλκέων) es una iglesia bizantina en la ciudad septentrional de Grecia de Salónica.

## Ubicación
La iglesia se encuentra en la plaza Dikastirion, al norte de la Vía Egnatia en el punto donde cruza la avenida de Aristóteles, que lleva a la plaza de Aristóteles. El lugar arqueológico del foro romano de la ciudad se encuentra al noreste, mientras que su nombre, que significa «Virgen de los artesanos del cobre» o los «caldereros», deriva de su proximidad a la zona tradicionalmente ocupada por los caldereros de la ciudad.

## Historia y descripción
Según la inscripción del fundador encima de la entrada occidental, la iglesia fue construida en 1028 por el protospatharios Cristóbal, catapán de Langobardia, y su esposa, hijo, y dos hijas. La inscripción dice:
Este lugar, profano en el pasado, fue dedicado como una iglesia eminente a la Madre de Dios por Cristóbal, el más ilustre protospatharios y gobernador real de Lagouvardia, y su esposa María, y sus hijos Nicéforo, Ana y Catacale, en el mes de septiembre, indicción XII, en el año 6537. (El Anno Mundi 6537 del calendario bizantino es equivalente al Anno Domini 1028.)
La tumba de Cristóbal estuvo probablemente ubicada en un arcosolio en la pared septentrional de la iglesia.
Con la conquista de la ciudad en 1430 por los turcos otomanos, la iglesia fue convertida en una mezquita, llamada Kazancilar Camii («Mezquita de los caldereros»). Sirvió como mezquita hasta el final de la ocupación otomana en 1912. El edificio pasó por una restauración en 1934 después de los terremotos calcídicos de 1932.

### Exterior

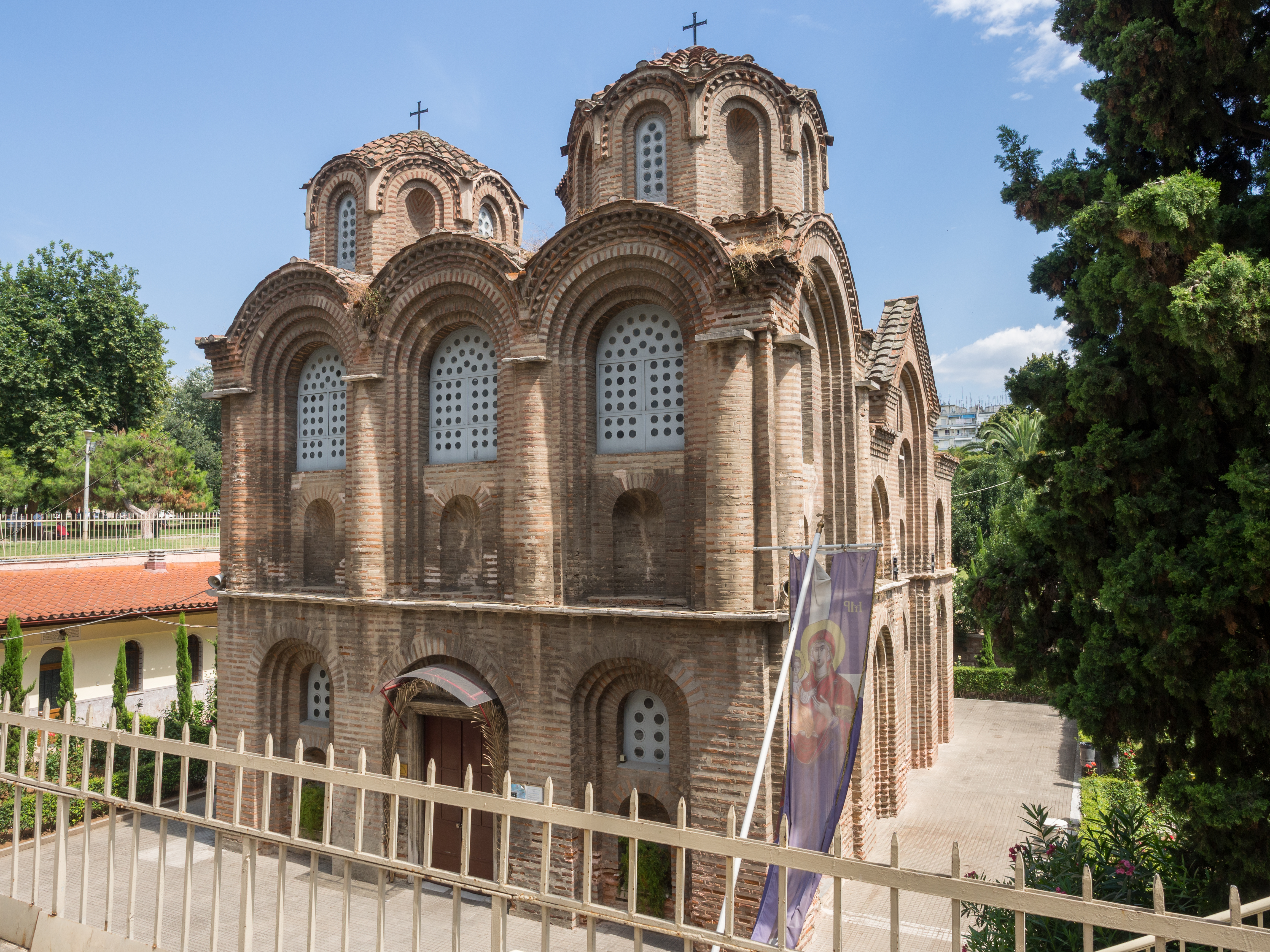
Vista occidental

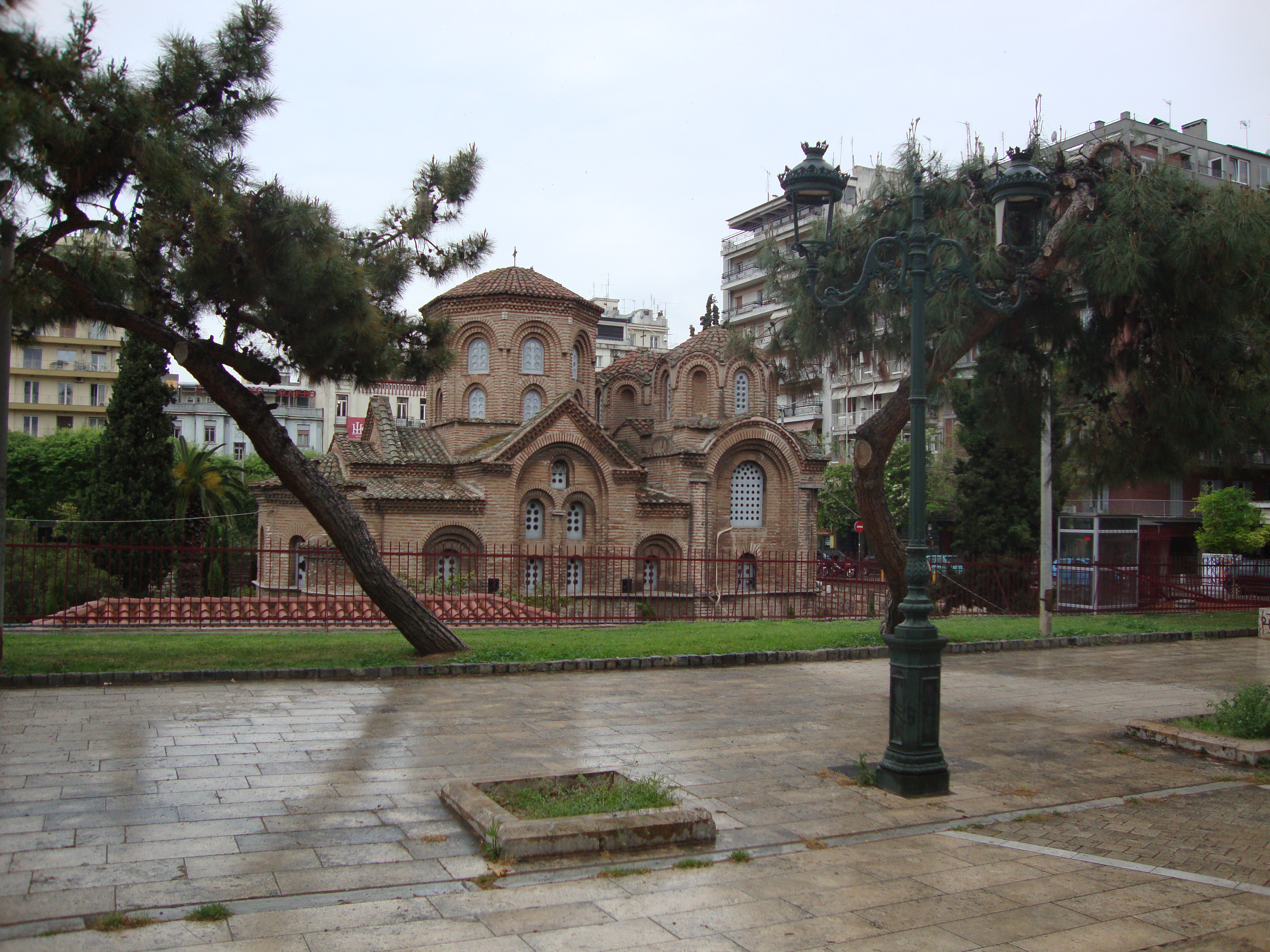
Vista desde la calle

Es una iglesia que presenta la clásica y típica «planta en cruz inscrita», propia de la arquitectura del período macedonio, con cuatro columnas y tres cúpulas, una central y dos sobre el nártex. Todo el edificio está construido con ladrillos, lo que le proporcionó el apodo popular de «Iglesia roja» (Κόκκινη Εκκλησιά). El exterior está animado con una variedad de arcos y pilastras, elementos que pueden remontarse a influencia constantinopolitana. El uso de arcos con varios retranqueos da al edificio una apariencia «escultórica». Una cornisa de mármol recorre toda la iglesia, dando al edificio unas secciones diferenciadas superior e inferior. La sección inferior es más sobria, mientras que la superior se distingue decorativamente con semi-columnas entre arcos, y una trayectoria de dientes de sierra donde el muro se encuentra con el tejado.

### Interior
El interior de la iglesia está dividido en tres secciones: el nártex, la naos (el cuadrado central del plano «en cruz inscrita»), y el santuario.
El nártex está cubierto por tres bóvedas de cañón y tiene una galería superior que fue quizás usada como una sacristía. Nunca hubo, sin embargo, una escalera que llevase allí. Anna Tsitouridou especula que puede que se alcanzara por una escalera a través de lo que hoy es una ventana con arco cegada en la esquina noroeste de la iglesia.
En la naos, cuatro columnas de mármol gris claro forman un cuadrado y apoyan los arcos de las cuatro bóvedas de cañón que forman los brazos de la cruz que van hacia afuera. En el centro del cuadrado está la cúpula. Pechinas entre los arcos crean una base circular para la cúpula que queda encima. La cúpula tiene 3.8 m de ancho y su altura, 5.3 m. Es octogonal, contiene dieciséis ventanas en dos filas, una encima de otra. Los brazos de la cruz pueden verse claramente en el exterior, con tejados en forma de silla de caballo sobre sus grandes bóvedas de cañón, y frontones triangulares enfatizando sus extremos. Bóvedas de claustro cubren los cuatro huecos entre los brazos de la cruz, completando el cuadrado de la naos.
Aunque las tumbas de los fundadores se colocan usualmente en el nártex de sus iglesias, en la Panagia Chalkeon la tumba que se cree que es de Cristóbal, el fundador, se encuentra en un nicho (un arcosolio) en la muralla septentrional de la naos.
El santuario se divide en tres secciones: cuerpo principal central del santuario, prothesis, y diaconicón. La sección  central del santuario tiene un ábside amplio, que es «semicircular por dentro, y sin ello por tres lados». Los otros dos huecos tienen ábsides «semicirculares dentro y fuera». La iglesia tiene algunas anomalías; el muro septentrional es ligeramente más largo que el meridional, y las cuatro columnas centrales no forman un cuadrado perfecto.

### Decoración escultórica
Hay decoración escultórica en los capiteles de las cuatro columnas en la naos, y las jambas de las puertas del nártex.
Los capiteles de las columnas están decorados con relieves u hojas de laurel y un patrón de nudos que contienen cruces y rosetas en ellos. El dintel de la puerta real que lleva desde el nártex a la naos está decorada con un diseño de banda retorcida, formando cuadrados y círculos en relieve. Los círculos contienen rosetas y se puede ver que solía haber cruces en los cuadrados, pero han sido raspadas.

### Pinturas

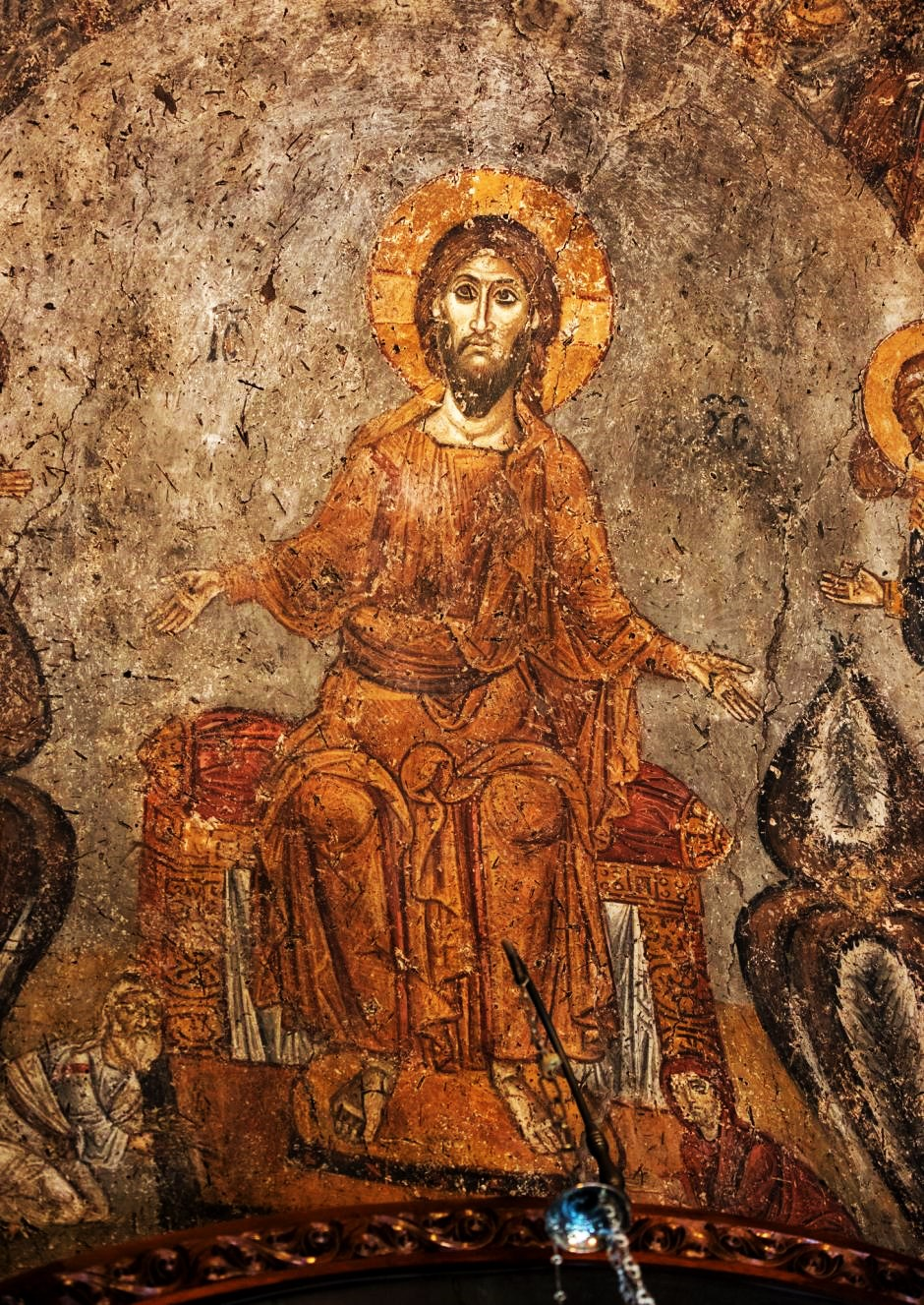
Fresco del siglo XIV

Los muros estuvieron originalmente cubiertos con pinturas, pero la mayoría se han caído, y poco de lo que queda está en buenas condiciones. Las pinturas son de la época en que se construyó la iglesias, excepto unas pocas del siglo XIV cuyos restos se pueden ver en el muro occidental.
Según Sharon Gerstel, «La iglesia de la Panagia ton Chalkeon... conserva uno de los primeros programas de santuario multi-registros más antiguos en Macedonia».
En la concha del ábside se alza la Virgen Orante flanqueada por dos arcángeles. Dos registros por debajo, en el registro inferior del santuario, hay cuatro representaciones de media longitud de «anargyroi»,  o «no-mercenarios»: sanadores que rechazaban pagos por sus servicios como curadores. Según Gerstel, la presencia de figuras no episcopales en el bema data el programa iconográfico en «un período en el que una variedad más amplia de santos podían colocarse en el santuario».
Inscritas en el arco oriental de la iglesia están estas palabras:
«Contemplando el altar del Señor, álzate tembloroso, oh hombre!
Pues dentro, Cristo es sacrificado diariamente..
Y los poderes de los ángeles incorpóreos, ministrando,
Rodean [el altar] con miedo.»
Este mensaje rodea una representación de los apóstoles en la Última Cena, que es la representación más antigua que se conserva de la escena en el bema de una iglesia bizantina. En esta versión de la Última Cena, la ofrenda del pan está pintada en el muro meridional del bema, y la ofrenda del vino (en su mayor parte ruinoso) en el muro septentrional que queda enfrente. Esto en efecto, según Gerstel, envuelve el altar y el celebrante y significa «el sacerdote con Cristo como el donante del sacrificio».
En la cúpula principal hay una variación respecto al programa iconográfico bizantino estándar. Más que el habitual Pantocrátor, hay una pintura del ascenso de Cristo. Anna Tsitouridou sugiere que esta elección puede relacin¡onarse con el hecho de que la iglesia se construyó para albergar la tumba de su fundador, y que por lo tanto se usaba imaginería escatológica.
Las bóvedas de cañón y los muros sobre la cornica de la naos estuvieron originalmente decoradas con un ciclo cristológico, pero queda muy poco en la actualidad. Algunas de las porciones mejor conservadas son la Natividad+ y la Presentación de Jesús en el Templo.
En el nártex los muros están pintados con el Juicio Final, con Cristo Juez sentado sobre la puerta real que da a la naos. De nuevo, Anna Tsitouridou asocia la prominencia del Juicio Final con la naturaleza funeraria del monumento.
Sobre las figuras puede aún verse en la Panagia Chalkeon se caracterizan por la simetría, la planitud, intensas líneas oscuras, amplias sombras, y una gran variedad de colores. En lo que se refiere a la técnica, las pinturas murales están realizadas principalmente en fresco, solo los detalles faciales realizados in secco.